# 하라다 카나메

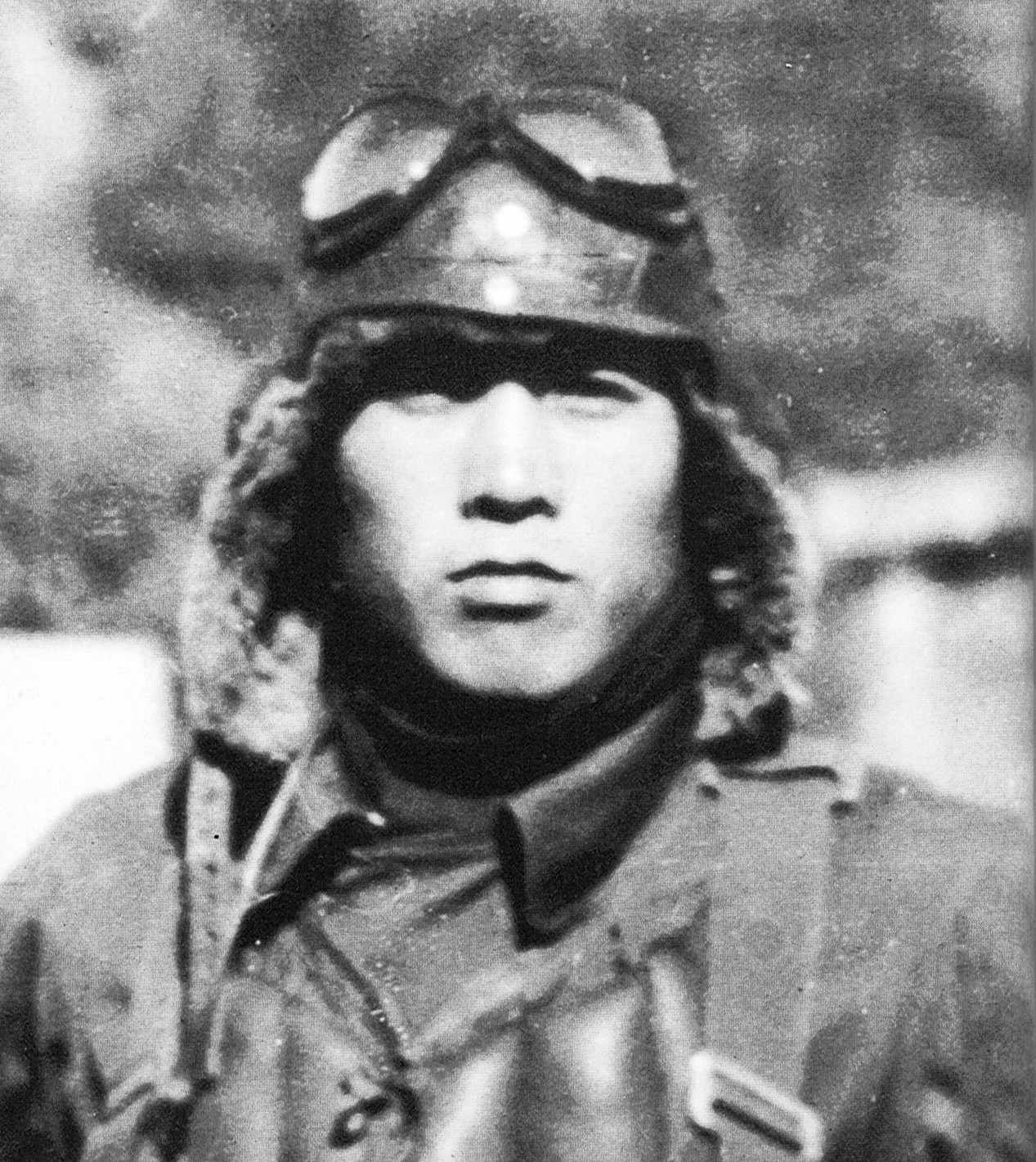
1943년 모습

하라다 카나메(일본어: 原田要, 1916년 8월 11일 ~ 2016년 5월 3일)는 제2차 세계 대전 당시 일본의 하늘의 일인자였다. 1941년 말부터 1942년 10월 스스로 추락했을 때까지 무려 19대의 연합군 항공기를 격추한 것으로 알려져 있다. 이 사건에서 입은 부상에서 회복된 후 하라다는 남은 전쟁 동안 비행 교관으로 일했다.
1945년 전쟁이 끝난 후 하라다는 농부로 일하다가 1965년 어린이를 위한 보육원을 설립하고 나중에는 유치원을 세웠다. 1991년에 반전 운동가가 되었고 말년까지 저명한 연설가로 남았다.